# اولد کمپ ورده
اولد کمپ ورده (به انگلیسی: Old Camp Verde) یک منطقهٔ مسکونی در ایالات متحده آمریکا است که در شهرستان کر، تگزاس قرار دارد.